# IBU Cup 2013-2014
Navigation
Édition précédente Édition suivante
L'IBU Cup 2013/2014 a eu lieu du 23 novembre 2013, lors de la première étape disputée à Idre, au 15 mars 2014 à Martell-Val Martello. Le circuit comprend huit étapes. 

## Attribution des points
| Place  | 1  | 2  | 3  | 4  | 5  | 6  | 7  | 8  | 9  | 10 | 11 | 12 | 13 | 14 | 15 | 16 | 17 | 18 | 19 | 20 | 21 | 22 | 23 | 24 | 25 | 26 | 27 | 28 | 29 | 30 | 31 | 32 | 33 | 34 | 35 | 36 | 37 | 38 | 39 | 40 |
| ------ | -- | -- | -- | -- | -- | -- | -- | -- | -- | -- | -- | -- | -- | -- | -- | -- | -- | -- | -- | -- | -- | -- | -- | -- | -- | -- | -- | -- | -- | -- | -- | -- | -- | -- | -- | -- | -- | -- | -- | -- |
| Points | 60 | 54 | 48 | 43 | 40 | 38 | 36 | 34 | 32 | 31 | 30 | 29 | 28 | 27 | 26 | 25 | 24 | 23 | 22 | 21 | 20 | 19 | 18 | 17 | 16 | 15 | 14 | 13 | 12 | 11 | 10 | 9  | 8  | 7  | 6  | 5  | 4  | 3  | 2  | 1  |

## Calendrier et podiums

### Femmes
| Étape | Lieu                 | Épreuve          | Date             | Vainqueur           | Deuxième             | Troisième           | Leader du classement général |
| ----- | -------------------- | ---------------- | ---------------- | ------------------- | -------------------- | ------------------- | ---------------------------- |
| 1     | Idre                 | Sprint 7,5 km    | 23 novembre 2013 | Weronika Nowakowska | Fanny Horn Birkeland | Eva Tofalvi         | Weronika Nowakowska          |
| 1     | Idre                 | Sprint 7,5 km    | 24 novembre 2013 | Valentina Nazarova  | Kathrin Lang         | Inna Suprun         | Weronika Nowakowska          |
| 2     | Beitostølen          | Individuel 15 km | 29 novembre 2013 | Olga Podchufarova   | Valentina Nazarova   | Olga Abramova       | Valentina Nazarova           |
| 2     | Beitostølen          | Sprint 7,5 km    | 30 novembre 2013 | Svetlana Sleptsova  | Valentina Nazarova   | Audrey Vaillancourt | Valentina Nazarova           |
| 3     | Obertilliach         | Sprint 7,5 km    | 12 décembre 2013 | Nadine Horchler     | Olga Podchufarova    | Galina Nechkasova   | Valentina Nazarova           |
| 3     | Obertilliach         | Poursuite 10 km  | 14 décembre 2013 | Nadine Horchler     | Alexia Runggaldier   | Karolin Horchler    | Nadine Horchler              |
| 4     | Ridnaun-Val Ridanna  | Sprint 7,5 km    | 5 janvier 2014   | Vanessa Hinz        | Evgenia Seledtsova   | Galina Nechkasova   | Nadine Horchler              |
| 4     | Ridnaun-Val Ridanna  | Sprint 7,5 km    | 6 janvier 2014   | Vanessa Hinz        | Kathrin Lang         | Ekaterina Yurlova   | Kathrin Lang                 |
| 5     | Ridnaun-Val Ridanna  | Individuel 15 km | 11 janvier 2014  | Nadine Horchler     | Marte Olsbu          | Jacquemine Baud     | Nadine Horchler              |
| 5     | Ridnaun-Val Ridanna  | Sprint 7,5 km    | 12 janvier 2014  | Valentina Nazarova  | Vanessa Hinz         | Nadine Horchler     | Nadine Horchler              |
| 6     | Ruhpolding           | Sprint 7,5 km    | 18 janvier 2014  | Kathrin Lang        | Bente Landheim       | Coline Varcin       | Nadine Horchler              |
| 6     | Ruhpolding           | Poursuite 10 km  | 19 janvier 2014  | Kathrin Lang        | Nadine Horchler      | Jacquemine Baud     | Nadine Horchler              |
| 7     | Osrblie              | Sprint 7,5 km    | 8 février 2014   | Olga Podchufarova   | Anastasia Zagoruiko  | Enora Latuillière   | Nadine Horchler              |
| 7     | Osrblie              | Poursuite 10 km  | 9 février 2014   | Olga Podchufarova   | Valentina Nazarova   | Marte Olsbu         | Nadine Horchler              |
| 8     | Martell-Val Martello | Sprint 7,5 km    | 13 mars 2014     | Valentina Nazarova  | Anna Nikulina        | Aita Gasparin       | Nadine Horchler              |
| 8     | Martell-Val Martello | Poursuite 10 km  | 15 mars 2014     | Sophie Boilley      | Larisa Kuznetsova    | Aita Gasparin       | Anastasia Zagoruiko          |

### Hommes
| Étape | Lieu                 | Épreuve           | Date             | Vainqueur            | Deuxième             | Troisième            | Leader du classement général |
| ----- | -------------------- | ----------------- | ---------------- | -------------------- | -------------------- | -------------------- | ---------------------------- |
| 1     | Idre                 | Sprint 10 km      | 23 novembre 2013 | Timofey Lapshin      | Nathan Smith         | Erlend Bjøntegaard   | Timofey Lapshin              |
| 1     | Idre                 | Sprint 10 km      | 24 novembre 2013 | Andrei Makoveev      | Daniel Boehm         | Daniel Mesotitsch    | Timofey Lapshin              |
| 2     | Beitostølen          | Individuel 20 km  | 29 novembre 2013 | Benedikt Doll        | Brendan Green        | Maxim Tchoudov       | Erlend Bjøntegaard           |
| 2     | Beitostølen          | Sprint 10 km      | 30 novembre 2013 | Benedikt Doll        | Lars Berger          | Erlend Bjøntegaard   | Erlend Bjøntegaard           |
| 3     | Obertilliach         | Sprint 10 km      | 12 décembre 2013 | Timofey Lapshin      | Alexey Slepov        | Sven Grosseger       | Timofey Lapshin              |
| 3     | Obertilliach         | Poursuite 12,5 km | 14 décembre 2013 | Timofey Lapshin      | Martin Eng           | Benedikt Doll        | Timofey Lapshin              |
| 4     | Ridnaun-Val Ridanna  | Sprint 10 km      | 5 janvier 2014   | Christoph Sumann     | Alexey Slepov        | Maxim Tsvetkov       | Timofey Lapshin              |
| 4     | Ridnaun-Val Ridanna  | Sprint 10 km      | 6 janvier 2014   | Erlend Bjøntegaard   | Alexey Slepov        | Timofey Lapshin      | Timofey Lapshin              |
| 5     | Ridnaun-Val Ridanna  | Individuel 20 km  | 11 janvier 2014  | Lars Helge Birkeland | Sergey Korastylev    | Alexander Os         | Timofey Lapshin              |
| 5     | Ridnaun-Val Ridanna  | Sprint 10 km      | 12 janvier 2014  | Alexey Slepov        | Lars Helge Birkeland | Benedikt Doll        | Timofey Lapshin              |
| 6     | Ruhpolding           | Sprint 10 km      | 18 janvier 2014  | Lars Berger          | Antonin Guigonnat    | David Komatz         | Timofey Lapshin              |
| 6     | Ruhpolding           | Poursuite 12,5 km | 19 janvier 2014  | Julian Eberhard      | Benedikt Doll        | Yaroslav Ivanov      | Benedikt Doll                |
| 7     | Osrblie              | Sprint 10 km      | 8 février 2014   | Alexander Os         | Timofey Lapshin      | Håvard Bogetveit     | Benedikt Doll                |
| 7     | Osrblie              | Poursuite 12,5 km | 9 février 2014   | Timofey Lapshin      | Alexander Os         | Lars Helge Birkeland | Timofey Lapshin              |
| 8     | Martell-Val Martello | Sprint 10 km      | 13 mars 2014     | Håvard Bogetveit     | Antonin Guigonnat    | Lorenz Waeger        | Timofey Lapshin              |
| 8     | Martell-Val Martello | Poursuite 12,5 km | 15 mars 2014     | Alexey Slepov        | Maxim Tsvetkov       | Håvard Bogetveit     | Alexey Slepov                |

### Classements généraux
| Rang | Nom                 | Points | Victoire(s) |
| ---- | ------------------- | ------ | ----------- |
| 1    | Anastasia Zagoruiko | 513    |             |
| 2    | Valentina Nazarova  | 489    | 3           |
| 3    | Nadine Horchler     | 486    | 3           |
| 4    | Kathrin Lang        | 421    | 2           |
| 5    | Olga Podchufarova   | 405    | 3           |
| 6    | Vanessa Hinz        | 392    | 2           |
| 7    | Jacquemine Baud     | 382    |             |
| 8    | Bente Landheim      | 377    |             |
| 9    | Marte Olsbu         | 354    |             |
| 10   | Galina Nechkasova   | 317    |             |

| Rang | Nom                | Points | Victoire(s) |
| ---- | ------------------ | ------ | ----------- |
| 1    | Alexey Slepov      | 513    | 2           |
| 2    | Timofey Lapshin    | 506    | 4           |
| 3    | Benedikt Doll      | 497    | 2           |
| 4    | Håvard Bogetveit   | 479    | 1           |
| 5    | Antonin Guigonnat  | 438    |             |
| 6    | Martin Eng         | 394    |             |
| 7    | David Komatz       | 364    |             |
| 8    | Rémi Borgeot       | 348    |             |
| 9    | Maxim Tsvetkov     | 345    |             |
| 10   | Erlend Bjøntegaard | 333    | 1           |

### Classement par discipline

#### Individuel
| Rang | Nom                | Points |
| ---- | ------------------ | ------ |
| 1    | Valentina Nazarova | 97     |
| 2    | Nadine Horchler    | 96     |
| 3    | Jacquemine Baud    | 86     |
| 4    | Marte Olsbu        | 85     |
| 5    | Olga Podchufarova  | 60     |

| Rang | Nom                  | Points |
| ---- | -------------------- | ------ |
| 1    | Benedikt Doll        | 96     |
| 2    | Brendan Green        | 80     |
| 3    | Alexander Os         | 68     |
| 4    | Lars Helge Birkeland | 62     |
| 5    | Sven Grosseger       | 60     |

#### Sprint
| Rang | Nom                 | Points |
| ---- | ------------------- | ------ |
| 1    | Anastasia Zagoruiko | 327    |
| 2    | Kathrin Lang        | 304    |
| 3    | Valentina Nazarova  | 300    |
| 4    | Vanessa Hinz        | 269    |
| 5    | Nadine Horchler     | 249    |

| Rang | Nom               | Points |
| ---- | ----------------- | ------ |
| 1    | Timofey Lapshin   | 358    |
| 2    | Alexey Slepov     | 355    |
| 3    | Håvard Bogetveit  | 318    |
| 4    | Antonin Guigonnat | 265    |
| 5    | Martin Eng        | 264    |

#### Poursuite
| Rang | Nom                 | Points |
| ---- | ------------------- | ------ |
| 1    | Anastasia Zagoruiko | 151    |
| 2    | Nadine Horchler     | 141    |
| 3    | Olga Podchufarova   | 119    |
| 4    | Kathrin Lang        | 117    |
| 5    | Bente Landheim      | 109    |

| Rang | Nom             | Points |
| ---- | --------------- | ------ |
| 1    | Benedikt Doll   | 145    |
| 2    | Alexey Slepov   | 128    |
| 3    | Maxim Tsvetkov  | 124    |
| 4    | Timofey Lapshin | 120    |
| 5    | Julian Eberhard | 120    |